# 井上安世
井上 安世（いのうえ やすよ、1986年8月28日 - ）は、日本のお笑いタレント、喜劇女優である。吉本新喜劇の座員。
大阪府八尾市出身。よしもとクリエイティブ・エージェンシー所属。夫は吉田たちのゆうへい。

## 人物・略歴
八尾市立成法中学校卒業。東大阪大学敬愛高等学校中退。
趣味は、映画鑑賞・読書・ダーツ。特技は、水泳。
幼少の頃から吉本新喜劇に憧れ、2006年の金の卵オーディションで、晴れて吉本新喜劇に入団した。劇では気の強いマドンナ役を演じるが、時には悪役の取り巻きや意地悪な女性などの役も演じる。すっちーからは「キン肉マン」、「坂田利夫」といじられる。当初は冷静でギャグやツッコミをするタイプの芸風であったが2018年ごろからは動きやリアクションを積極的に取り入れた芸を見せることが多くなった。
2019年1月3日、お笑いコンビ・吉田たちの兄、ゆうへい（吉田雄平）と結婚したことを発表した。
2021年12月15日に長男が誕生。

## 現在の出演番組

### テレビ
- よしもと新喜劇（毎日放送）※不定期出演
- 閻魔堂沙羅の推理奇譚 第6回（2020年12月5日、NHK総合） - 玉橋由希菜 役

## 過去の出演番組
- おはようマーケット!!〜朝から喜びをお届け〜 （朝日放送）
- なにわ人情コメディ 横丁へよ〜こちょ!（朝日放送）
- 爆笑!ふれあいコメディ こちらかきくけ公園前（朝日放送）
- 新喜劇すー（2010年1月22日、毎日放送）
- コヤブ歴史堂〜にゃんたの（秘）ファイル〜（ABCテレビ、2013年5月 - 2014年9月） 吉本新喜劇メンバーとゲスト出演
- ノブナガ（2011年11月6日、中部日本放送）
- ショート・ショウ2（2015年1月11日、KBS京都）
- 暗躍!芸人ブローカー 〜テレビに出ない（秘）芸人密売所〜（関西テレビ、2011年7月7日 - 2011年9月29日）※放送終了後も特番として不定期放送